# Christian de Deux-Ponts
Le chevalier Christian de Deux-Ponts (né le 20 novembre 1752; et décédé le 25 octobre 1817 à Munich) est un général franco-bavarois du début du XIXe siècle, qui combattit à Yorktown (1781) puis contre Moreau en Bavière (1801).

## Biographie
Issu d'un mariage morganatique entre le duc Christian IV de Deux-Ponts-Birkenfeld et Marianne Camasse, élevée au rang de comtesse de Forbach, il ne pouvait prétendre à la succession du comté de Deux-Ponts. Appelé dans sa jeunesse « comte de Forbach », c'est sous ce nom qu'il rejoignit le 20 avril 1768 le régiment d'infanterie Royal Deux-Ponts avec le grade de sous-lieutenant. Le 16 avril 1771, il était promu capitaine, puis dès le 3 juillet 1772, lieutenant-colonel, tandis que son frère en devient le colonel en second. Par un décret du duc Christian IV daté du 30 mars 1775, il recevait le droit d'ajouter à son nom le nom de terre « von Zweybrücken », en français « de Deux-Ponts ». 
Son régiment, en tant que composante du corps expéditionnaire du général Rochambeau, prit part à la Guerre d'indépendance des États-Unis et s'illustra notamment le 4 octobre 1781 à la Bataille de Yorktown. Christian de Deux-Ponts fait partie des personnalités qui, avec le général La Fayette, sont consultées par George Washington pendant la guerre. sa mère la comtesse de Forbach, quant à elle, entretient une correspondance, et une forte amitié, avec Benjamin Franklin. Louis XVI lui accorda, en récompense de ses illustrations militaires en Amérique, le titre de marquis. Le 10 mars 1788, il fut promu maréchal de camp et colonel propriétaire. Après la Révolution, il se retira du service actif et renonça au titre de marquis ; mais le 31 janvier 1792, le comte palatin Charles-Auguste lui accorda enfin le titre de chevalier de Deux-Ponts, ce qui constituait une demi-reconnaissance.
Le 1er janvier 1792, il reprit du service dans l'armée prussienne, où on lui accorda le brevet de Generalmajor et prit part aux combats de la Première Coalition contre la France (1794-97). Lorsque, le 24 juillet 1799, l'armée bavaroise se retira de la Deuxième coalition, Christian de Deux-Ponts fut promu général de corps d'armée « à la suite », avant d’être confirmé dans ce grade le 30 octobre suivant ; le nouveau duc de Bavière lui donna le gouvernement militaire de la Rhénanie-Palatinat.
Au printemps 1800, il fut mis à la tête des brigades Deroy et Wrede, soit un corps d'armée fort de 12 000 hommes. Il combattit sous les ordres du général Kray, puis de l'archiduc Jean en tant que corps auxiliaire de l'armée britannique, s'illustrant particulièrement à Möskirch (5 mai 1800) et Biberach (15 mai 1800).
Défait par Moreau dans les bois de Hohenlinden le 3 décembre 1800, il parvint à regrouper les débris de son armée et organisa le repli sur Salzbourg, puis après la capitulation autrichienne rallia Steyr (25 décembre 1800) par Passau puis Cham (Bavière). Ses états de service au cours de cette campagne malheureuse lui valurent la médaille bavaroise de la valeur militaire (Kurpfalz-bayerische Militär-Ehrenzeichen) le 24 mars 1801.
Par décret militaire du 1er mars 1806, il reçut la grand-croix de l'Ordre Militaire Max-Joseph.
En 1808, il fut choisi comme conseil privé du roi de Bavière et, le 8 janvier 1811, fut promu General der Infanterie.

## Descendance
Il épousa en 1783 Adélaïde-Françoise de Béthune-Pologne (1761-1823) à Versailles. Ils eurent pour enfants :
- Marie-Amélie Charlotte Auguste (née le 18 septembre 1784; † 9 janvier 1786 à Forbach)
- Marie-Amélie Charlotte Françoise Auguste (née le 19 juin 1786; † 22 mai 1832 à Forbach) mariée en 1806 au comte Charles-Ernest von Gravenreuth (de) (1771-1826)
- Kasimira-Maria Louise Antoinette (née le 20 décembre 1787; † 26 mars 1846) mariée en 1808 au comte Karl-Christian de Sayn-Wittgenstein (31 octobre 1773 - tué le 7 septembre 1812 à Borodino), puis en 1814 au comte Antoine-de-Padoue de Rechberg-Rothenlöwen (de) (1776-1837).